# نزف اختراقي
النزف الاختراقي (بي تي بي) هو أي شكل من أشكال النزف المهبلي، عادةً ما يشير إلى النزف في منتصف الدورة عند مستخدمات موانع الحمل الفموية المركبة، ويُعزى ذلك إلى عدم كفاية الاستروجين. قد يحدث أيضًا عند استخدام موانع الحمل الهرمونية الأخرى. في بعض الأحيان، يصنف النزف الاختراقي على أنه غير طبيعي ويصنف أنه شكل من أشكال النزف الرحمي، وأحيانًا أخرى يصنف على أنه طبيعي.
في حالة مرض الناعور، يصف المصطلح النزف الذي يحدث عند المرضى الخاضعين للإجراءات الوقائية.

## مقدمة
عادة يكون النزف خفيفًا، وغالبًا ما يشار إليه بوصفه نقطيًا، على الرغم أن بعض النساء قد تعاني من نزف أغزر. يتوقف النزف الاختراقي عند الكثير من النساء بعد دورة أو دورتين.

## الآلية
أكثر الأسباب شيوعًا للنزف الاختراقي هي كثافة ثخانة بطانة الرحم (جدار الرحم). هذه الحالة ليست خطيرة، لكن فترات النزف غير المتوقعة والطويلة تكون مزعجة. قد يحدث النزف الاختراقي أيضًا بسبب التأثيرات الهرمونية أثناء فترة الإباضة. قد يكون النزف الاختراقي أيضًا بحد ذاته أحد أعراض الحمل.
من أكثر حالات النزف الاختراقي شيوعًا بدء استعمال المرأة لموانع الحمل الفموية لأول مرة، أو تغير نوع مانع الحمل الفموي إلى نوع أخر، مع ذلك يُحتمل حدوث النزف المفاجئ في أي وقت. تكون المدخنات عرضة بشكل خاص للنزف الاختراقي عند تناولهن موانع الحمل الفموية؛ تواجه العديد من المستخدمات نزفًا مفاجئًا في الدورات الثلاث الأولى عند البدء بتناول حبوب منع الحمل، إلا أن النزف يختفي بشكل أسرع لدى غير المدخنات منه عند المدخنات.
من المحتمل حدوث نزف مفاجئ بسبب التقلبات الهرمونية. يُبرمج الجسم لإنتاج مستويات محددة من هرمون الاستروجين يوميًا. الأستروجين (وبعض الهرمونات الإضافية، مثل «إف إس إتش» و«إل إتش» والبروجستيرون) هي المسؤولة عن تنظيم تساقط بطانة الرحم. لذلك، عندما يدخل إلى الجسم مستويات إضافية من الهرمونات من خلال موانع الحمل الفموية، يصبح الجسم مزودًا بهرمون الاستروجين من خلال مصدرين. يمكن أن تسبب هذه المستويات الزائدة من هرمون الاستروجين نزف ما قبل الدورة (نزف محدود). لكن هذا الوضع يجب أن يُنظم خلال عدة أشهر.
وفقًا للطبعة الثامنة من سلسلة لانغ لطب النساء والتوليد، فإن أكثر الآثار الجانبية شيوعًا المرتبطة باستخدام موانع الحمل الفموية هي النزف الاختراقي. ويحدث عادةً خلال الدورة الأولى أو أول دورتين ويختفي من تلقاء نفسه. مشكلة شائعة أخرى هي انقطاع الطمث. عادة ما يعكس الحدوث المستمر للنزف الاختراقي وانقطاع الطمث حدوث ضمور لبطانة الرحم أو كونها قليلة الثخانة وضعيفة النمو.
الاستخدام المشترك لهرمون الاستروجين والبروجسترون يلغي الدورة الطبيعية للهرمونات ويؤدي بشكل تدريجي لضمور في غدد بطانة الرحم. وذلك بسبب أن جرعة هرمون الاستروجين في حبوب منع الحمل الفموية أقل بكثير من الكمية التي تنتجها المبايض بشكل طبيعي. الكميات الأعلى المُنتجة من قبل المبايض تحث تكاثر بطانة الرحم، لكن المستويات المنخفضة المزودة من الحبوب تؤدي إلى الضمور ولكنها كافية لتثبيط الإفراز الداخلي للغونادوتروبينات.
لا يشرح النص سلسلة الأحداث الدقيقة التي تؤدي من ضمور بطانة الرحم إلى حدوث تنقيط في بين فترات الحيض. يمكن تصحيح هذه الحالة عن طريق استخدام حبوب منع الحمل التي تحتوي على كمية أعلى من هرمون الاستروجين (مما سيزيد تحفيز تكاثر بطانة الرحم) أو كمية أقل من البروجستين (مما يقلل من ثباتها).

## العلاج
يعد حدوث النزف الاختراقي الذي لا يختفي من تلقاء نفسه سببًا شائعًا لتبديل النساء إلى حبوب بتركيبات مختلفة، أو اللجوء إلى استخدام طرق غير هرمونية لتحديد النسل.